# Camillo Schaefer
Camillo Schaefer (* 1943 in Wien) ist ein österreichischer Schriftsteller.
Schaefer publizierte seit 1966 in Zeitschriften wie Reinhard Federmanns: Pestsäule oder in Freibord. 1980 edierte er kurz nach dem Tod des Wiener Originals eine Hommage an Paul Wittgenstein und 1986 veröffentlichte er die biographische Studie Wittgensteins Größenwahn: Begegnungen mit Paul Wittgenstein über den Neffen des Philosophen, mit dem er zwölf Jahre bis zu dessen Krebstod befreundet war. 1987 veröffentlichte er Mayerling: Die Tragödie und ihre Deutungen, 1999 Gewaltig viele Noten. Die Musik der Habsburger: Schaefer ist Mitglied der Grazer Autorenversammlung und schreibt für den Blog wienzeile.cc.

## Werke
- Nachtmähr. Text: Camillo Schaefer. Scherenschnitt: Felix Dietrich Wagerer, Freibord, Wien 1977
- Die Erfindung der Angst. Roman, Frischfleisch & Löwenmaul, Wien 1980
- Wittgensteins Größenwahn. Roman, Jugend & Volk, Wien 1986, ISBN 3-224-16600-2
- Mayerling. Die Tragödie und ihre Deutungen. Ueberreuter, Wien 1987, ISBN 978-3800032518
- Portrait Helmut Zilk. EMA-Verlag, Wien 1992
- Peter Altenberg oder Die Geburt der modernen Seele/Ein biographischer Essay. Amalthea, Wien 1992, ISBN 3-85002-321-4
- Dr. Helmut Zilk: – nichts für ungut und mit herzlichen Grüßen. SPÖ, Wien 1994.
- „Gewaltig viele Noten“. Musik der Habsburger. Ueberreuter, Wien 1996, ISBN 978-3800035953
- Wittgensteins Wahn. Roman plus CD Helmut Qualtinger, Lamatsch Verlag, Wien 2003
- Wiens "geheime" Gassen. Text: Camillo Schaefer. Hrsg.: Presse- und Informationsdienst (MA 53). Für den Inh. verantw.: Andrea Leitner, PID, Wien 2003
- Wien 1945–1955 : eine Stadt erinnert sich. Text: Camillo Schaefer. Hrsg.: Presse- und Informationsdienst (MA 53). Für den Inh. verantw.: Andrea Leitner, PID, Wien 2003
- Segregation. Roman, Novum Verlag, Wien/München 2007, ISBN 978-3-85022-120-7
- Wien – die "versteckte" Stadt / Stadt Wien. Text: Camillo Schaefer. Hrsg.: Presse- und Informationsdienst (MA 53). Für den Inh. verantw.: Andrea Leitner, PID, Wien 2009